# إرستين
إرستين (بالفرنسية: Erstein)‏ هي بلدية تقع في إقليم الراين الأسفل من منطقة ألزاس في شمال شرق فرنسا. تبلغ مساحة هذه المدينة 36.22 (كم²)، وترتفع عن سطح البحر 150 م، يبلغ عدد سكانها 9735 نسمة حسب إحصاء المعهد الوطني للإحصاء والدراسات الاقتصادية سنة 2009 م. وترأس Jean-Marc Willer البلدية خلال فترة (2008 - 2014).

## معرض صور

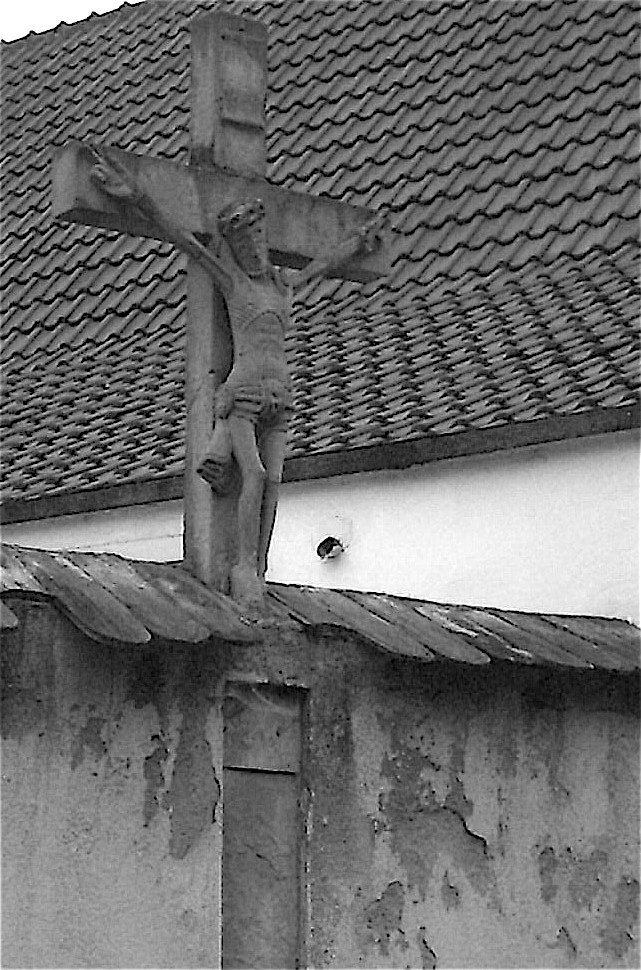
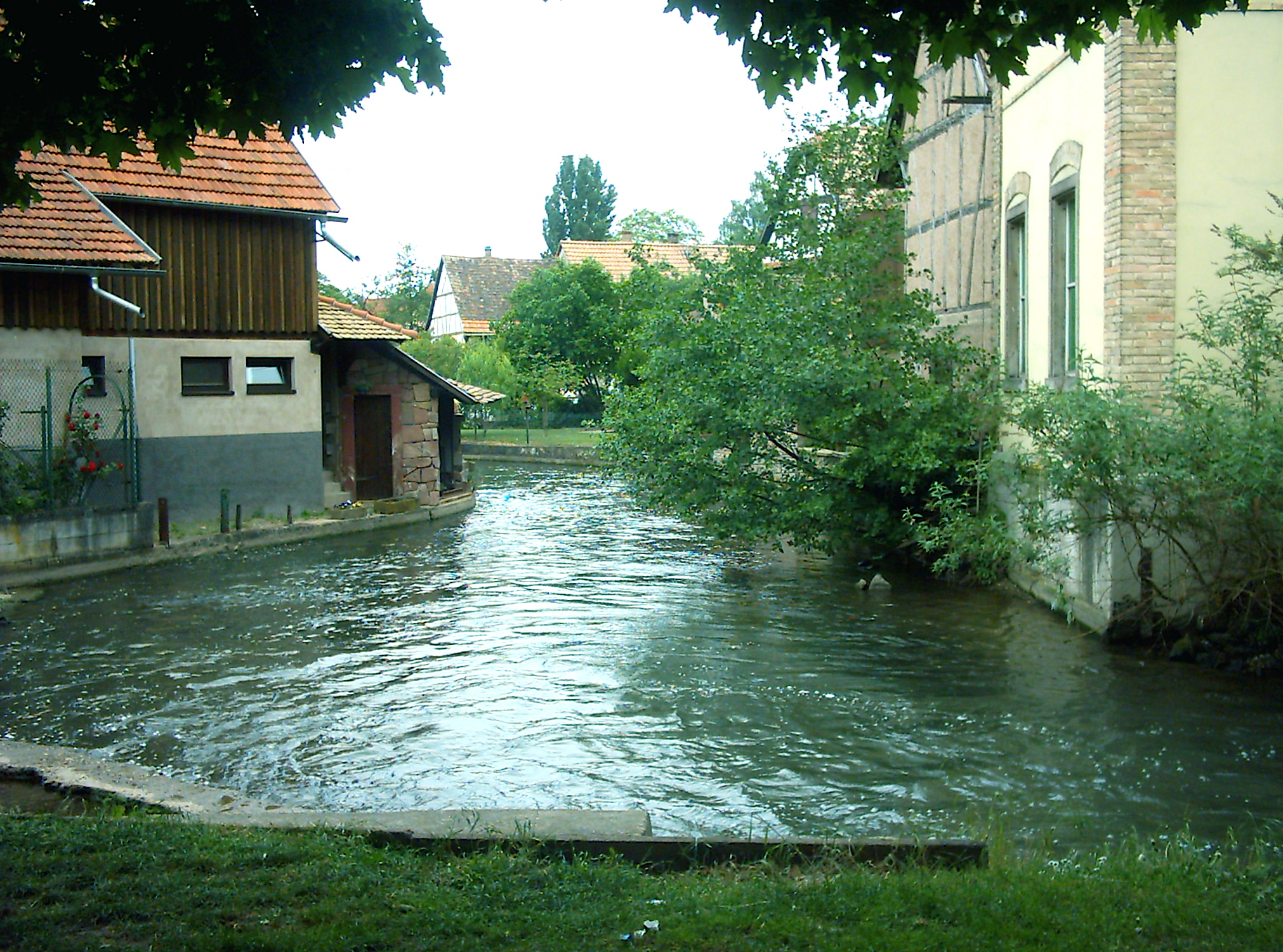
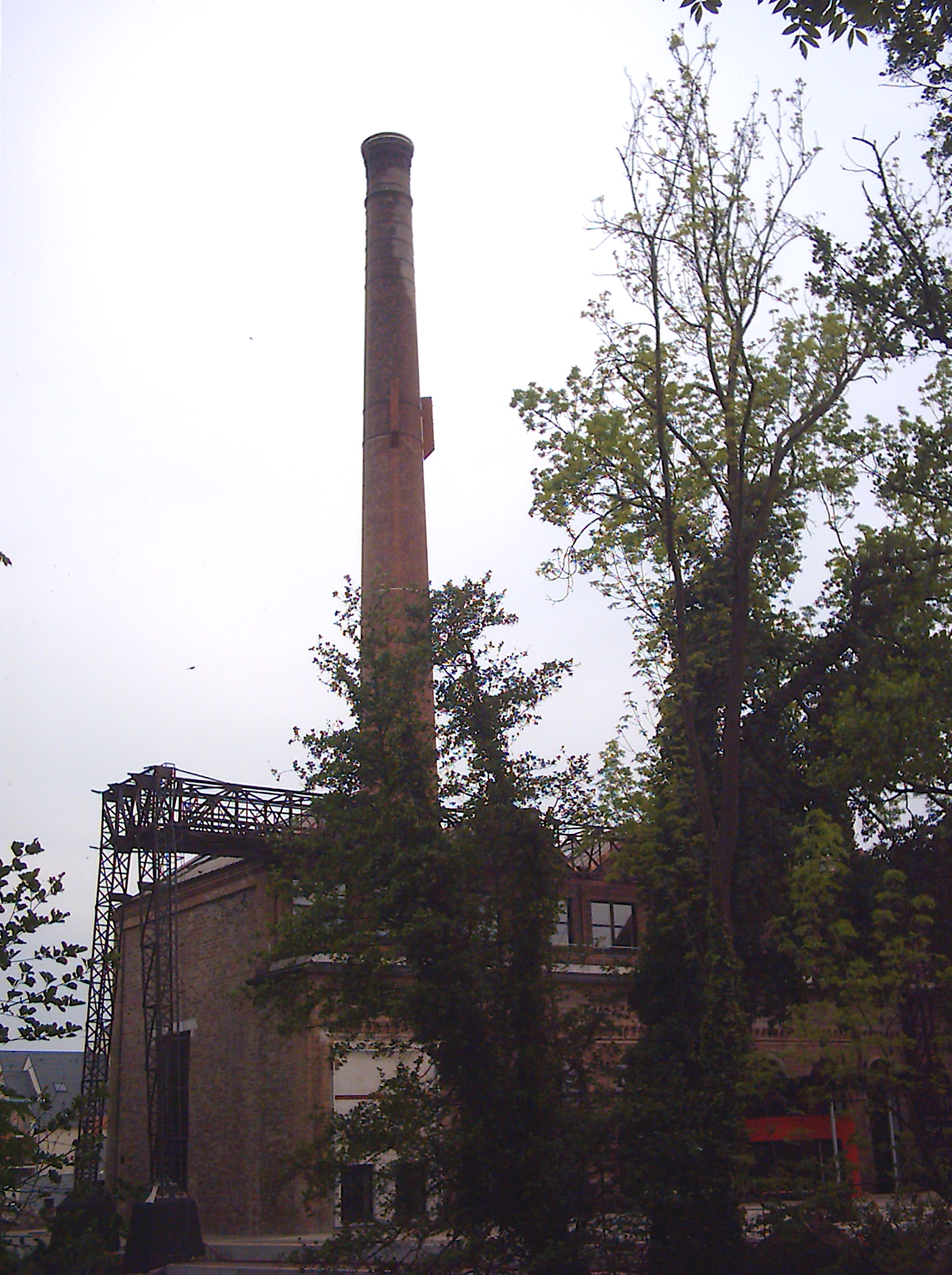

## توأمة
لإرستين اتفاقيات توأمة مع كل من:
- Endingen am Kaiserstuhl [الإنجليزية]‏
- São João de Loure  [لغات أخرى]‏
- لار

## وصلات خارجية
- صفحة البلدية على موقع المعهد الوطني للإحصاء والدراسات الاقتصادية